# Unité urbaine de Graulhet
L'unité urbaine de Graulhet est une unité urbaine française centrée sur la commune de Graulhet, dans le département du Tarn, en région Occitanie.

## Données générales
Dans le zonage réalisé par l'Insee en 2010, l'unité urbaine était composée d'une seule commune, Graulhet.
Dans le nouveau zonage réalisé en 2020, elle est composée de deux communes, celle de Busque ayant été ajoutée au périmètre.
En 2022, avec 13 994 habitants, elle représente la 6e unité urbaine du département du Tarn et occupe le 38e rang dans la région Occitanie.
En 2021, sa densité de population s'élève à 213 hab/km2. Par sa superficie, elle représente 1,13 % du territoire départemental et, par sa population, elle regroupe 3,53 % de la population du département du Tarn.

## Composition 2020 de l'unité urbaine
Elle est composée des deux communes suivantes :
| Nom                     | Code Insee | Département | Statut       | Superficie (km2) | Population (dernière pop. légale) | Densité (hab./km2) | Modifier                                    |
| ----------------------- | ---------- | ----------- | ------------ | ---------------- | --------------------------------- | ------------------ | ------------------------------------------- |
| Graulhet (ville-centre) | 81105      | Tarn        | ville-centre | 56,75            | 13 275 (2022)                     | 234                | modifier les données · modifier les données |
| Busque                  | 81043      | Tarn        | banlieue     | 8,38             | 719 (2022)                        | 86                 | modifier les données · modifier les données |

## Évolution démographique
| 1968   | 1975   | 1982   | 1990   | 1999   | 2010   | 2015   | 2021   |
| ------ | ------ | ------ | ------ | ------ | ------ | ------ | ------ |
| 12 306 | 14 457 | 14 002 | 14 075 | 13 242 | 12 683 | 13 219 | 13 888 |

#### Données générales
- Unité urbaine en France
- Aire d'attraction d'une ville
- Liste des unités urbaines de France

#### Données démographiques en rapport avec l'unité urbaine de Graulhet
- Aire d'attraction de Graulhet
- Arrondissement de Castres

#### Données démographiques en rapport avec le Tarn
- Démographie du Tarn